# Proljetni šafran
Proljetni šafran (lat. Crocus vernus), trajnica iz porodice perunikovki. Raširena je po dijelovima Europe, uključujući Hrvatsku, Austriju, Francusku, Njemačku, Italiju i Švicarsku.
Biljka izraste iz lukovice do 20 cm visine. Cvjetovi cvatu u rano proljeće a mogu biti ljubičaste ili bijele boje.  Ovi cvjetovi se noću zatvaraju, a u ranu jutro se otvore, a ostaju zatvoreni i za kišnih dana.
Lukovice proljetnog šafrana vjevericama i drugim glodavcima služe kao hrana, a pojest će ih i jeleni.

## Galerija
- C. vernus
- C. vernus
- C. vernus
- C. vernus